# 若干恵
若干 恵（じゃっかん けい、? - 547年）は、中国の北魏から西魏にかけての軍人。字は恵保。本貫は代郡武川鎮。

## 経歴
若干樹利周の子として生まれた。弱冠にして爾朱栄の征戦に従い、葛栄や元顥を討ち、功績により中堅将軍の位を受けた。別将として賀抜岳の西征に従い、岐州の包囲を解き、万俟醜奴を捕らえ、水洛や隴右を平定するにあたって、奮戦して功績を挙げた。北平県男に封じられた。鎮遠将軍・都督・直寝・征西将軍・金紫光禄大夫に累進した。534年、賀抜岳が侯莫陳悦に殺害されると、若干恵は寇洛や趙貴らとともに宇文泰を後継者として推した。侯莫陳悦が平定されると、若干恵は直閤将軍となった。
北魏の孝武帝が関中に入ると、若干恵は右衛将軍・大都督に任じられ、爵位は魏昌県伯に進んだ。北華州刺史として出向し、使持節・驃騎将軍の位を加えられた。535年、西魏が建国されると、儀同三司の位を受け、爵位は公に進んだ。537年、竇泰を討ち、弘農を奪回し、沙苑の戦いに参加して、つねに先頭に立って東魏軍を破った。侍中・開府儀同三司の位を受け、爵位は長楽郡公に進んだ。538年、西魏の文帝が親征し、高歓と河橋で戦うと、若干恵は力戦して東魏軍を破り、降伏した兵を収容した。541年、中領軍に転じた。
543年、高仲密が北豫州で西魏に帰順すると、宇文泰は軍を派遣してこれを迎えようとした。西魏軍が洛陽に到着すると、高歓は邙山で西魏軍を迎撃する態勢をとった。宇文泰は輜重を瀍曲にうつして、東魏軍を夜襲した。若干恵は右軍にあって、東魏軍を北に数里追撃したが、左軍では趙貴らが敗れて、西魏の全軍敗退の原因を作った。高歓が騎兵で若干恵を追撃してくると、若干恵はおもむろに馬から下りて、料理人に食事を作らせ、食べ終わると、「長安で死ぬのと、この中で死ぬのと、異なることがあるか」と周囲に言った。旗を立て角笛を鳴らして、敗戦した西魏の諸軍を収容して帰還した。高歓は伏兵があるのを疑って、あえて若干恵を追撃しなかった。若干恵が弘農に到着すると、宇文泰に会い、東魏軍の形勢を述べ、敗戦にすすり泣いた。
まもなく秦州刺史に任ぜられ、赴任しないうちに司空に転じた。546年、東魏の侯景が襄州に侵入すると、若干恵は兵を率いてこれを撃退した。547年、侯景が西魏に帰順を打診すると、西魏の朝廷はこの機会に河南を手に入れようと考え、若干恵を本官のまま魯陽に駐屯させて、侯景を支援させた。しかしまもなく若干恵は病のために陣没した。本官に加えて秦州刺史の位を追贈された。諡は武烈といった。
564年、北周建国の功臣として徐国公を追贈され、嫡子が直ちに襲封される措置が与えられた。この時、同じく北周建国前に没した八柱国の一人である李虎も同時に同一の待遇を受けており、若干恵も死去当時には司空の地位にあったことから、548年頃に整備された八柱国の制度が出来た時に若干恵が健在であればその一人に加えられていたのは間違いなく、実際の北周においても若干恵は八柱国と同格とみなされていたとする指摘がある。

## 子女
子の若干鳳は、字を達摩といい、西魏の大統末年に父の長楽郡公の爵位を嗣いだ。また、宇文泰の娘を妻とした。553年、驃騎大将軍・開府儀同三司の位を受けた。556年、左宮伯に任じられた。まもなく洛州刺史として出向した。召還されて大馭中大夫となった。564年に前述のように若干恵と李虎が国公を追贈された際に徐国公に封じられた。573年、柱国の位に進んだ。
恭帝の皇后若干氏は、若干恵の娘である。

## 伝記資料
- 『周書』巻17 列伝第9
- 『北史』巻65 列伝第53